# Dysfemism
Dysfemism eller kakofemism, alternativt öknamn, är en pejorativ (förolämpande) omskrivning som syftar till att vara mer nedsättande, vulgär eller stötande än ursprungsordet, i motsats till en eufemism. Dysfemismer används oftast som satir eller sarkasm. Några exempel är giftpinne för cigarett, snigelpost för post och dumburk för TV-mottagare.
Synonymen öknamn betyder i grunden främst bara nedsättande tillnamn. Motsatsen är smeknamn eller eufemism.

## Öknamn på yrken
- Lapplisa – kvinnlig parkeringsvakt
- P-nisse – manlig parkeringsvakt
- Dörrslusk – entrévärd
- Hjärnskrynklare – psykoterapeut
- Kotknackare – kiropraktor
- Lagvrängare – advokat
- Skytteslusk – (infanteri)soldat

## Ortnamn
- Fjollträsk – Stockholm

## Ortsboöknamn
Ortsboöknamn är nedvärderande benämningar som invånarna i olika bygder har eller har haft på varandra. Personer från Ångermanland kallades till exempel för kråkor och medelpadingarna för grisar. Vanligast var sockenboöknamn, av vilka över tusentalet är kända och upptecknade i Sverige, exempelvis V. Vingåkers vargar och Ö. Vingåkers rävar i Södermanland samt Söderby starar, Karls kajor, Estuna kråkor, Lohärads korpar och Malsta skjuror i Uppland.
- Fiskmåsar, badjävlar – öknamn på Stockholmare på semesterorter.